# Drychateres bilineatus
Drychateres bilineatus là một loài bọ cánh cứng trong họ Cerambycidae.